# Bobal
Le bobal est un cépage noir, originaire de la région d'Utiel-Requena, cultivé surtout dans le Centre-Est et le Sud-Est de l'Espagne. Son nom dérive du latin bovale, en référence à sa forme en tête de taureau. C'est un cépage polyvalent. Il est en effet utilisé tantôt pour la fabrication de vins de table, tantôt comme cépage teinturier ou encore comme moût concentré réctifié (MCR). Il donne des vins de coloration foncée, conserve généralement une acidité importante et produit une teneur en alcool relativement basse. Il est fréquemment utilisé en assemblage avec le Mourvèdre (Monastrell).

## Origine et répartition géographique
Il est principalement cultivé dans l'appellation Utiel-Requena (DO), d'où il est originaire, et où il représente environ 70 % de tous les cépages cultivés. Il est également présent en quantités importantes dans les provinces de Valence, Cuenca et Albacete. On ne le trouve que dans de petites quantités dans d'autres régions d'Espagne : La Manchuela (es) (Castille–La Manche), certains vignobles de Ribera del Guadiana (en), d'Alicante, de Murcie, de Campo de Borja, de Calatayud, de Cariñena et de Valdejalón.
Selon les données du registre viticole espagnol (Registro Vitícola Español) du 31 juillet 2004, Bobal est le troisième cépage le plus planté en Espagne avec 90 000 hectares (8 %), derrière l'Airén 305 000 hectares (27 %) et le Tempranillo 190 000 hectares (17 %).
De petites quantités sont également cultivées dans le Roussillon (France) et en Sardaigne (Italie).
Une variété blanche rare du même nom existe également.

## Caractères ampélographiques
Les grappes sont moyennes à grandes, longues, compactes et très denses, avec souvent deux ailerons et peuvent atteindre trois ou quatre kilos. Les baies sont moyennes, sphériques ou discoïdes. La peau est épaisse pruinée noir bleuté un peu grisâtre et très dure. La pulpe est incolore, charnue, ferme et juteuse à saveur âpre, le jus est légèrement acide. La vigne a des feuilles vert clair assez grandes qui, en été, vers le mois d'août, sont pigmentées pour devenir jaunâtres puis presque entièrement rougeâtres et tombent peu de temps après l'automne,.

## Aptitudes culturales

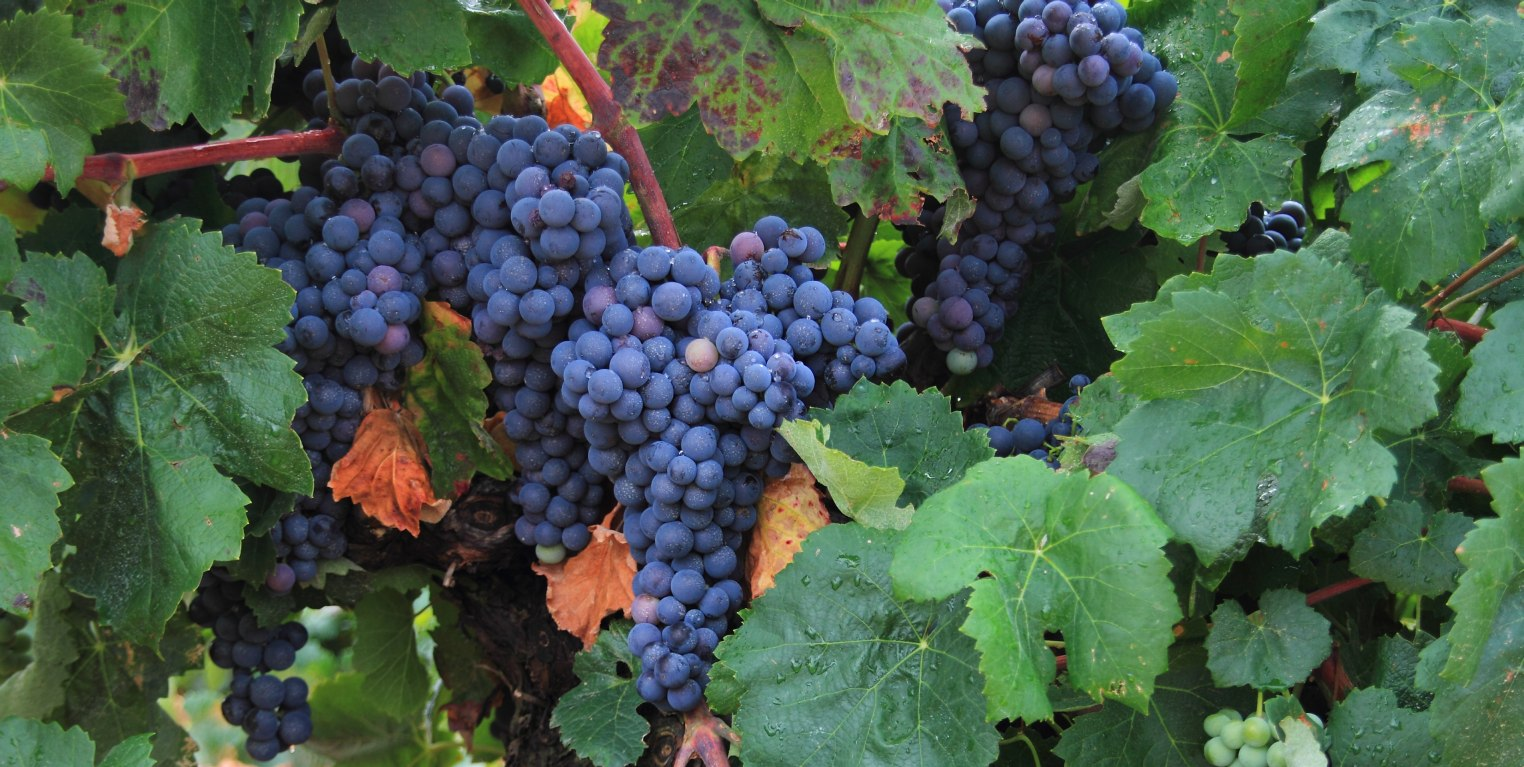
Grappes de Bobal.

C’est un cépage fertile, voire très fertile, qui permet d’obtenir une production régulière, souvent importante. Il est bien adapté aux régions chaudes, sèches, aux terroirs peu fertiles et est très résistant à la sécheresse. La vigne a une posture naturelle semi-érigée, avec de longues pousses fortes et traînantes, ce qui la rend difficile à travailler en été. Les pousses recouvrent souvent complètement le sol, contribuant ainsi à conserver l'humidité pendant les étés chauds. Il s'adapte mieux aux sols meubles et aérés. Étant une variété vigoureuse, voire très vigoureuse, elle doit être taillée sévèrement afin de limiter sa production. Il s'adapte bien aux tailles courtes (gobelet, cordon) mais il est le plus souvent cultivé en buisson bas (en vaso) et moins souvent en treillis (en espaldera). Il est sensible à l'oïdium, au botrytis et au mildiou. Ce cépage est relativement sensible aux cicadelles et peu sensible à la pourriture grise et très peu sensible à l’excoriose.

## Potentiel technologique
Ce plant de vigne permet d’élaborer des vins aromatiques de qualité et de moyenne garde. Le moût est normalement riche en tanins qui sont souvent durs, herbacés, amers. Il donne un vin riche en colorants, couleur cerise noire avec des touches de violet grenat. Les vins produits ont tendance à être fruités, à faible teneur en alcool (environ 11% vol.) et avec une bonne acidité (5,5 à 6,5 g/L d'acide tartrique) et servent en particulier à effectuer des assemblages avec d'autres cépages comme le mourvèdre (ou monastrell) par exemple. C'est également un cépage très adapté à produire des vins rosés très fins, fruités et frais. Il contient également des quantités de resvératrol supérieures à la moyenne.

## Synonymes
Le Bobal est aussi connu sous les noms suivants:
- Balau
- Balauro
- Béni carlo
- Benicarlo
- Blauro Benicarlo
- Boal
- Bobal Noir
- Bobos
- Carignan d'Espagne
- Carignan d'Espagne à Fronton
- Carignan Espagnol
- Coreana
- Coreana Espagnol
- Espagnol
- Folle Blanche du Minervois
- Moravio Pobreton
- Pobreton
- Provechon
- Rageno
- Rajeno
- Requena
- Requenera
- Requeni
- Requeno
- Terret d'Espagna
- Terret d'Espagne
- Tinta Madrid
- Tinto de Requena
- Tinto de Zurra
- Tonto de Zurra
- Valenciana
- Valenciana Tinta
- Valenciana Tinto
- Vinate
- Vinate Tinto
- Vinater